# Liste der Kulturdenkmäler in Hornbach
In der Liste der Kulturdenkmäler in Hornbach sind alle Kulturdenkmäler der rheinland-pfälzischen Stadt Hornbach aufgeführt. Grundlage ist die Denkmalliste des Landes Rheinland-Pfalz (Stand: 31. August 2023).

## Denkmalzonen
| Bezeichnung                             | Lage                                                      | Baujahr                | Beschreibung | Bild            |
| --------------------------------------- | --------------------------------------------------------- | ---------------------- | --- | --------------- |
| Denkmalzone Oberstadt mit Klosterbezirk | Burgstraße, Hauptstraße, Pirminusstraße, Zwerchgasse Lage | ab dem 11. Jahrhundert | 1237 ummauerte und 1352 zur Stadt erhobene Klostersiedlung, innerhalb der das Kloster einen eigenen, ebenfalls mauerumwehrten Immunitätsbezirk bildete, die Grenzen der Denkmalzone werden durch die ehemalige Stadtmauer gebildet, deren Verlauf größtenteils noch nachvollziehbar ist (ehemalige Benediktinerabtei, Schulhaus, ehemaliges Spital, Rathaus, evangelische Kirche und Pfarrhaus, Kapellenruine St. Fabian, Stadttor, Wohnhäuser); kennzeichnendes Ortsbild | Fotos hochladen |

## Einzeldenkmäler
| Bezeichnung                        | Lage                                           | Baujahr                            | Beschreibung | Bild                           |
| ---------------------------------- | ---------------------------------------------- | ---------------------------------- | --- | ------------------------------ |
| Stadtbefestigung                   |                                                | ab 1237                            | Teile der Ringmauer und des Grabens der mittelalterlichen Stadtbefestigung; Obertor, 1785 (⊙) | weitere Bilder Fotos hochladen |
| Wasserhochbehälter                 | Bitscher Straße, am südlichen Ortseingang Lage | 1908                               | Wasserhochbehälter, historisierende Burgenarchitektur, bezeichnet 1908 | Fotos hochladen                |
| Katholische Pfarrkirche St. Pirmin | Bitscher Straße 5 Lage                         | 1926–30                            | zweischiffiger romanisierender Bruchsteinbau, 1926–30, Architekt Albert Boßlet, Würzburg; Gesamtanlage mit Pfarrhaus (Bitscher Straße 7; ⊙): villenartiger Putzbau, Reformarchitektur                                                                              | weitere Bilder Fotos hochladen |
| Steisserhof                        | Burgstraße 5 Lage                              | 16. und 18. Jahrhundert            | stattlicher dreigeschossiger Wohnbau, 16. und 18. Jahrhundert, im Kern mittelalterlich; polygonaler Treppenturm, 16. Jahrhundert, daran anschließend zweigeschossiger Bau, 18. Jahrhundert                                                                         | weitere Bilder Fotos hochladen |
| Wohnhaus                           | Burgstraße 9 Lage                              | 1608                               | Wohnhaus mit gekuppelten Rechteckfenstern, bezeichnet 1608 und 1620 | Fotos hochladen                |
| Kriegerdenkmal                     | Denkmalstraße Lage                             | 1935                               | Kriegerdenkmal 1914/18, drei Pfeiler in kleiner umfriedeter Anlage, 1935 | Fotos hochladen                |
| Wohnhaus                           | Hauptstraße 14/14a Lage                        | 1607                               | Wohnhaus mit aufwändigem Renaissanceportal, bezeichnet 1607 | weitere Bilder Fotos hochladen |
| Wohnhaus                           | Hauptstraße 16 Lage                            | 1777                               | Wohnhaus, bezeichnet 1777 (oder 1772) | weitere Bilder Fotos hochladen |
| Wohnhaus                           | Hauptstraße 17 Lage                            | zweite Hälfte des 18. Jahrhunderts | Mansarddachbau, zweite Hälfte des 18. Jahrhunderts | weitere Bilder Fotos hochladen |
| Wohnhaus                           | Hauptstraße 21 Lage                            | um 1800                            | barocker Krüppelwalmdachbau, um 1800 | weitere Bilder Fotos hochladen |
| Rathaus                            | Hauptstraße 23 Lage                            | vor 1580                           | ehemalige Bürgerkirche; Renaissancebau, verschieferter Dachreiter aus dem 18. Jahrhundert; vor 1580 als Fruchthalle errichtet, 1631 zur reformierten Kirche umgebaut, ab ca. 1700 Simultankirche, von 1786 bis 1931 katholische Pfarrkirche, seit 1948 Rathaus     | weitere Bilder Fotos hochladen |
| Wohnhaus                           | Hauptstraße 33 Lage                            | 19. Jahrhundert                    | Wohnhaus, 19. Jahrhundert | Fotos hochladen                |
| Wohnhaus                           | Hauptstraße 40 Lage                            | 16. Jahrhundert                    | stattliches Wohnhaus, im Kern aus dem 16. Jahrhundert | weitere Bilder Fotos hochladen |
| Wohnhaus                           | Hauptstraße 44 Lage                            | 16. Jahrhundert                    | Wohnhaus, im Kern aus dem 16. Jahrhundert | BW                             |
| Spital                             | Hauptstraße 46 Lage                            | 16. oder 17. Jahrhundert           | ehemaliges Spital; im Kern aus dem 16. oder 17. Jahrhundert, heutiges Erscheinungsbild vor allem aus dem 19. Jahrhundert; vorderer Bauteil dreigeschossig mit Krüppelwalmdach, rückwärtig zweigeschossig                                                           | weitere Bilder Fotos hochladen |
| Kloster Hornbach                   | Im Klosterbezirk 5 Lage                        | 11. Jahrhundert                    | ehemalige Klosterkirche St. Peter: Unterbau des Nordwestturms und vier Langhausarkaden des Vorgängerbaus, 11. Jahrhundert, im ehemaligen Schulhaus von 1822; Teile des Kreuzgangs, spätgotisch erneuert, Reste der Klostergebäude der ehemaligen Benediktinerabtei | weitere Bilder Fotos hochladen |
| Protestantische Klosterkirche      | Im Klosterbezirk 7 Lage                        | 1785/86                            | Saalbau, 1785/86, Baudirektor Friedrich Gerhard Wahl, Zweibrücken, Turm 1844; Gesamtanlage mit späthistoristischem Pfarrhaus, 1895/96 (Im Klosterbezirk 9; ⊙) | weitere Bilder Fotos hochladen |
| Brücke                             | Lauerstraße Lage                               | 1717                               | dreibogige Straßenbrücke über die Schwalb, bezeichnet 1717 | weitere Bilder Fotos hochladen |
| Quereinhaus                        | Lauerstraße 3 Lage                             | 1824                               | Quereinhaus, bezeichnet 1824 | Fotos hochladen                |
| Quereinhaus                        | Lauerstraße 18 Lage                            | 1812                               | Quereinhaus, 1812 | Fotos hochladen                |
| Oberbeiwalder Hof                  | Pirmasenser Straße 2 Lage                      | 18. Jahrhundert                    | Walmdachbau, wohl noch aus dem 18. Jahrhundert, dreiflüglige Nebengebäude, 19. Jahrhundert | BW                             |
| Ruine der Michaelskapelle          | Pirminiusstraße Lage                           | 12. Jahrhundert                    | giebelförmige Nordwand sowie Teil der Ostwand eines kleinen Kirchenbaus, 12. Jahrhundert | Fotos hochladen                |
| Stiftskirche St. Fabian            | Pirminiusstraße 1a Lage                        | 12. Jahrhundert                    | ehemalige Stiftskirche; kleiner kreuzförmiger Bau, im Wesentlichen aus dem 12. Jahrhundert, teilweise ältere Grundmauern | weitere Bilder Fotos hochladen |
| Friedhofskapelle St. Johann        | St. Johanner Weg 28 Lage                       | Anfang des 13. Jahrhunderts        | Friedhofskapelle St. Johann; dreigeschossiger romanischer Turm, steinernes Zeltdach, Anfang des 13. Jahrhunderts | BW                             |
| Friedhof                           | St. Johanner Weg, bei Nr. 28 Lage              | 1821                               | Teil des Friedhofs mit Bruchsteinmauer, 1821, Tor mit klassizistischen Pfeilern | BW                             |
| Stuppacherhof                      | nördlich der Stadt Lage                        | 1779–81                            | zwölfachsiger Walmdachbau, 1779–81, zwei bauzeitliche Torpfeiler | BW                             |
| Unterbeiwalderhof                  | nördlich der Stadt Lage                        | 1768                               | Walmdachbau, bezeichnet 1768 | BW                             |
| Bickenaschbacherhof                | westlich der Stadt an der Bickenalb Lage       | 19. Jahrhundert                    | stattlicher Dreiseithof, 19. Jahrhundert; eingeschossiger Putzbau, zwei langgestreckte Wirtschaftstrakte, weitere Nebengebäude außerhalb des Hofs | Fotos hochladen                |